# Metsatöll
Metsatöll est un groupe de folk metal estonien, originaire de Tallinn. Le mot « Metsatöll » (littéralement « Créature de la forêt ») est un ancien euphémisme estonien pour « loup »,, qui se reflète dans l'âpreté de leurs paroles. Une bonne partie de leurs compositions, faisant grand usage de flûtes et autres instruments traditionnels, sont basées sur les guerres d'indépendance du XIIIe et du XIVe siècle.

## Biographie

### Débuts
Metsatöll débute en 1998 en trio (Markus - voix et guitare, Factor - batterie, Andrus - basse), dans un style heavy metal épique avec de légères influences du folklore estonien. Le premier album Terast mis hangund me hinge est alors réalisé. En 2000, leur ami Varulven rejoint le groupe. Il avait déjà observé les activités du groupe, et avait déjà joué avec eux sur scène. Varulven est autodidacte et joue de nombreux instruments folkloriques estoniens (il en a même fabriqué quelques-uns lui-même,). Ensemble, ils réalisent que le metal et le folk estonien s'accordent parfaitement. Depuis, la musique de Metsatöll est de plus en plus entremêlée de chants et mélodies traditionnels.
2001 est une année difficile pour le groupe. En effet, leur bassiste Andrus quitte le groupe pour se consacrer à sa vie privée, considérant le groupe comme un fardeau. Un nouveau bassiste, KuriRaivo, est recruté quelques mois plus tard. En 2002, Metsatöll réalise le single Hundi Loomine, pour lequel un clip est tourné (réalisé par Liina Paakspuu). Hundi Loomine est exceptionnellement bien reçu par la critique et les médias locaux : il marque les esprits estoniens comme la destruction des effets négatifs de la langue anglaise et comme la renaissance du folklore estonien à travers des moyens et des hommes contemporains.

### Reconnaissance en Estonie

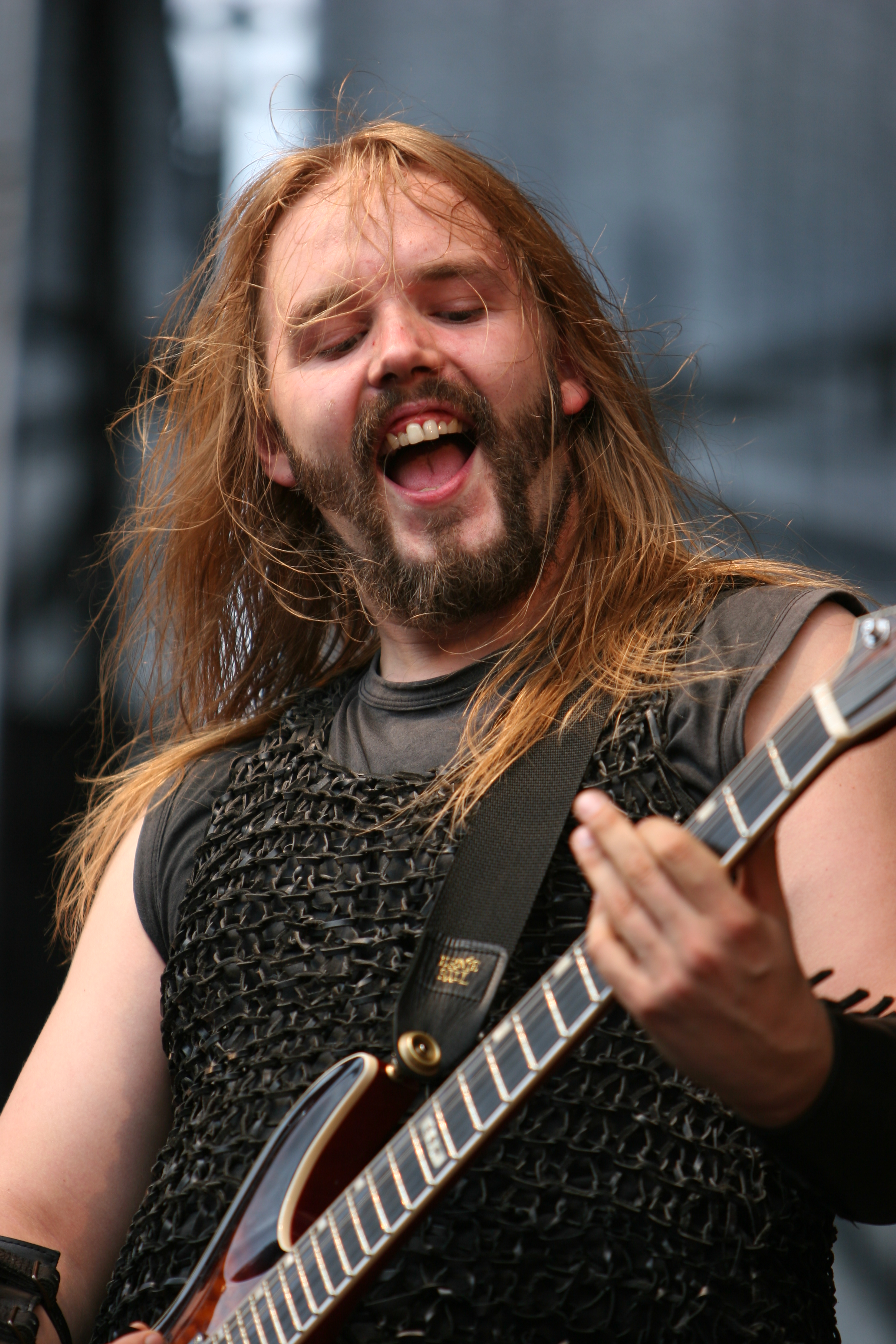
Markus Rabapagan Teeäär lors du festival Ultra Go Live 2006.

Au début de l'année 2004, le batteur Factor décide de se consacrer entièrement à la science et est remplacé par Atso. À la fin de l'année, Metsatöll réalise son deuxième album, Hiiekoda). Il est acclamé par des fans tant du milieu metal que non-metal dans toute l'Estonie. L'accueil est également bon en France. C'est un album mêlant entièrement le heavy metal aux instruments traditionnels estoniens.
En 2005, Metsatöll réenregistre son premier album Terast mis hangund me hinge et l'appelle Terast mis hangund me hinge 10218. Le nombre représente l'âge du monde selon la chronologie estonienne. Il est encore plus influencé par la musique folk et réalisé de manière bien plus professionnelle. Ils réalisent aussi l'album live Lahinguväljal näeme, raisk!. 
En 2006, Metsatöll, alors devenu plus qu'un groupe - un mouvement, un état d'esprit - sort l'album Sutekskäija, ainsi que le live Raua Needmine. Ce live est une interprétation de l'œuvre éponyme de Veljo Tormis en collaboration avec la chorale masculine nationale d'Estonie, et dirigé par Taunto Aints (Speculative Rockenroll Band et Genialistid). En 2008 est produit l'album Iivakivi.

### Premières tournées européennes
En 2009, Metsatöll signe avec le label finlandais Spinefarm Records, (Must Hunt Records en Estonie) et sort l'album live Kõva Kont. Cette année, le groupe joue 61 concerts en Europe. Ils participent à de nombreux festivals, tels que le Ragnarök Festival, le Rabarock et le Kilkim Zaibu. En septembre et octobre, c'est avec Ensiferum et Tracedawn qu'ils jouent, de Finlande en Espagne, en passant par la France.
Le 15 janvier 2010, Metsatöll sort le single Vaid vaprust accompagné d'un clip. L'album Äio suivra le 3 mars 2010, disponible en CD, digipack et 33T. Cet album sera présenté lors de deux concerts exceptionnels les 19 et 20 mars 2010 à Tallinn, en présence de la chorale masculine nationale d'Estonie, qui a participé à l'enregistrement. La même année, ils joueront lors du Metalcamp en Slovénie et du Wacken Open Air en Allemagne. Ils font cette année trois dates en France lors d'une tournée avec Nothnegal, Rotting Christ, Samael et Finntroll.
Le 7 septembre 2011, Metsatöll sort le single Kivine maa, qui sera suivi le 1er septembre 2011 de l'album Ulg (français : Hibou) distribué en CD et 33T. L'album est entièrement composé et enregistré en une seule session à Pihlaka, un village reculé du sud de l'Estonie. Ils sont assistés pour cela par les ingénieurs-son Mikko Karmila et Keijo Koppel. C'est le 13 octobre 2011 qu'est rendu disponible le nouveau clip Küü dans lequel le groupe interprète le morceau sous l'eau.

### Conquête de l'international
Metsatöll annonce le 21 juin 2012 une tournée d'un mois en Amérique du Nord, avec Korpiklaani, Moonsorrow et Týr. C'est sa première tournée complète sur le nouveau continent, qui a pour but de faire découvrir le groupe en dehors de l'Europe. Le 26 août 2012, Metsatöll annonce la sortie du live Tuska qui est enregistré le 30 juin 2012 au Tuska Open Air à Helsinki, Finlande. Il est disponible au format CD et DVD, ainsi qu'une édition limitée à 500 exemplaires contenant un vinyle-picture et le DVD. En février 2013, le groupe passe à nouveau par la France pour une série de dates, en accompagnant le Manala european tour 2013 de Korpiklaani. En fin d'année, Metsatöll repart pour une tournée d'un mois en Amérique du nord, cette fois-ci avec Finntroll.
Le 7 mars 2014 sort le sixième album studio de Metsatöll, Karjajuht. Il est disponible au format CD et vinyle, ainsi qu'en édition limitée digipack. Après quelques concerts de présentation du nouvel album, le groupe décide de suivre Eluveitie et Týr pour une troisième tournée nord-américaine d'un mois en automne.

## Notes de traduction

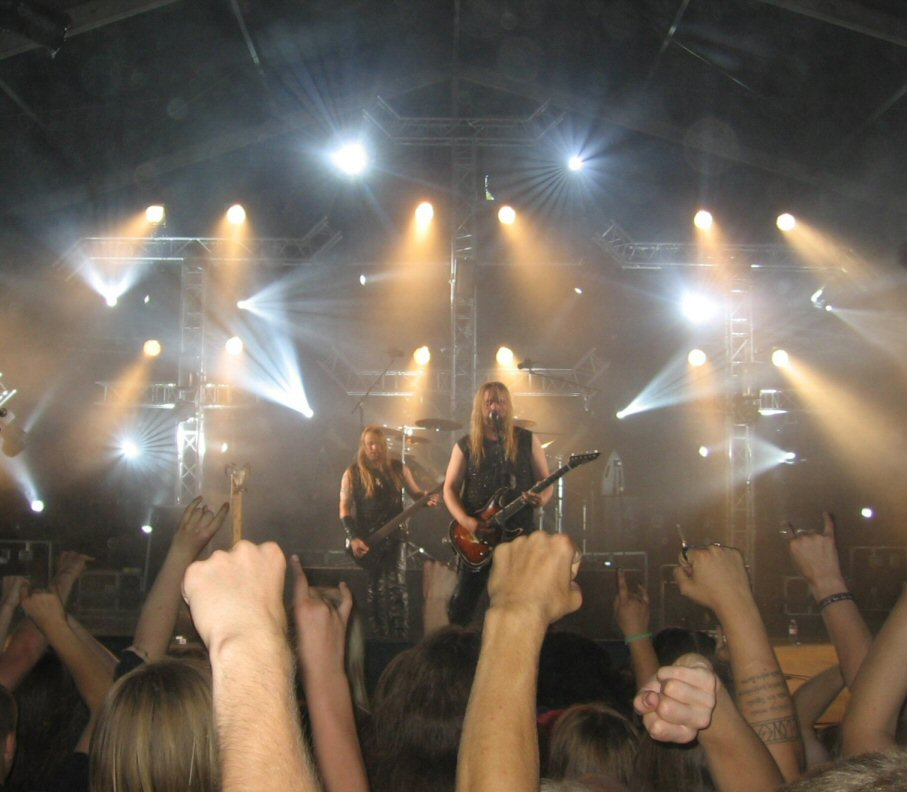
Metsatöll au Tuska Open Air Metal Festival en 2006 à Helsinki, Finlande.

## Discographie

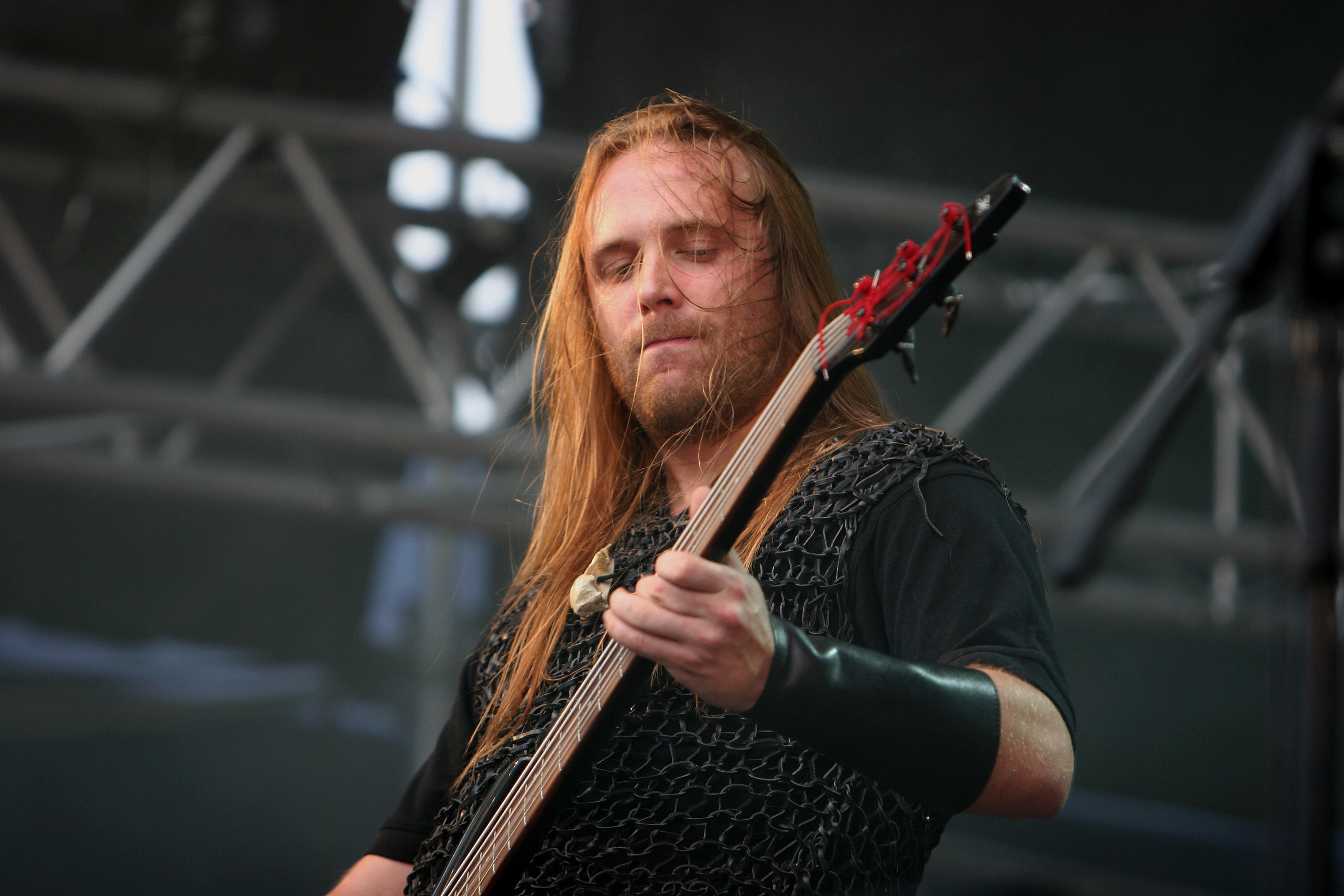
Raivo KuriRaivo Piirsalu lors du festival Ultra Go Live 2006.